# Victor Țvircun
Victor Țvircun (n. 18 octombrie 1955, Chișinău, URSS) este un om politic din Republica Moldova, care a îndeplinit funcția de ministru al educației, tineretului și sportului în cabinetul condus de Vasile Tarlev (2005-2008).

## Biografie

### Biografie profesională
Victor Țvircun s-a născut la data de 18 octombrie 1955, în municipiul Chișinău. A absolvit Facultatea de Istorie și Științe Sociale din cadrul Universității de Stat din Moldova, obținând ulterior titlul academic de Doctor în științe istorice. În paralel cu studiile la Universitatea de Stat, a activat în funcția de laborant al Catedrei de Istorie, laborant superior la Institutul de Istorie al Academiei de Științe a Moldovei.
A lucrat apoi în învățâmăntul universitar ca asistent la Catedra de Istorie a Institutului Pedagogic de Stat “Ion Creangă” din Chișinău (1981-1984), asistent la Catedra de Istorie a Universității de Stat din Moldova (1984-1987) și docent al Catedrei de Istorie Modernă și Contemporană a Universității de Stat din Moldova (1987-1993). Simultan cu activitatea pedagogică, el a efectuat cercetări științifice în domeniul istoriei, ceea ce i-a permis să susțină cu succes, înainte de termen, aspirantura de pe lângă Universitatea de Stat din Moldova. Este autor la circa 200 de publicații științifice și metodice, inclusiv 10 monografii, publicate în Republica Moldova, Federația Rusă, România, Franța, Germania, Ucraina, Liban și Turcia.

### Biografie politică
În anul 1993 este transferat în Ministerul Afacerilor Externe al Republicii Moldova, îndeplinind funcțiile de șef adjunct al Direcției Europa și America de Nord (1993-1995), consilier al Ambasadei Republicii Moldova în Republica Turcia (1995-1998) și apoi consilier și însărcinat cu afaceri al Ambasadei Republicii Moldova în Republica Ungară (1999-2001). În anul 2001 a fost numit în funcția de Ambasador Extraordinar și Plenipotențiar al Republicii Moldova în Republica Turcia, și prin cumul Ambasador Extraordinar și Plenipotențiar în Qatar, Kuweit, Emiratele Arabe Unite, Regatul Arabiei Saudite, Sultanatul Oman, Republica Arabă Egipt și Liban. Din decembrie 2019, este ambasador al Republicii Moldova în Qatar.
În baza votului de încredere acordat de Parlament, prin Decretul Președintelui Republicii Moldova, la 19 aprilie 2005, Victor Țvircun a fost numit în funcția de ministru al educației, tineretului și sportului. A fost eliberat din funcția de ministru la data de 31 martie 2008, odată cu formarea unui nou guvern condus de Zinaida Greceanîi.
A fost decorat cu Ordinul Gloria Muncii și Ordinul de Onoare, cât și cu distincții confesionale: Ordinul „Sf. Vladimir”, Ordinul „Cuv. Serghii Radonejskii”, și Ordinul „Sf. cneaz Daniil Moskovskii”. Este membru titular al Academiei de Științe Pedagogice și Sociale (Moscova) și Cetățean de onoare al orașului Kars (Republica Turcia) și a Găgăuziei.
Victor Țvircun vorbește limba engleză, rusă și turcă. El este căsătorit și are doi copii.